# Air Pirates
Air Pirates est un groupe d'auteurs de comics underground composé de Dan O'Neill, Bobby London, Shary Flenniken, Gary Hallgren et Ted Richards. Ils sont les auteurs d'un comix ayant eu deux numéros intitulé Air Pirates Funnies qui parodie les personnages de Disney à commencer par Mickey Mouse. Disney poursuivit en justice les auteurs en 1971. Le jugement définitif est donné en 1978 aux dépens des Airs Pirates.

## Histoire
En 1971, Dan O'Neill, Bobby London, Shary Flenniken, Gary Hallgren et Ted Richards publient deux numéros du comics Air Pirates Funnies dont les personnages sont des héros de Disney (Mickey Mouse, Donald Duck et Dingo). La même année, Walt Disney Productions entame un procès contre le groupe de dessinateurs Air Pirates. En 1972, une injonction de la court précise que la plainte concerne une vision « dégradée, obscène et insultante » des personnages de Mickey et Minnie Mouse en plus des violations de copyrights. Disney en la personne de son avocat John Hoffman demande 5 000 USD pour chacune des sept violations de copyrights et 100 000 USD de dommages sans compter ceux pour les violations de copyrights. La presse indique que les accusés sont les artistes Dan O'Neill, Ted Richards, Bobby London, Gary Hallgren et 50 inconnus. Le contenu, de ce que les auteurs évoquent comme des parodies, est résumé ainsi « Donald en voyeur surprend Minnie Mouse nue tandis que Bucky Bug a des rapports avec June Bug. » Mark Arnold considère les histoires non pas insultantes mais trop proches des productions sans en être non plus des parodies. En 1978, la court condamne le collectif d'auteurs mais en 1980, comme ceux-ci ne paient pas l'amende, Disney abandonne les poursuites et ne cherche pas à toucher les sommes dues aussi longtemps que les Air Pirates cessent de plagier ses personnages,.
Au printemps 1979, O'Neill publie à nouveau des histoires reprenant les personnages de Disney dont Mickey et Minnie sous le titre Coevolution Funnies, malgré la décision de justice,. Disney porte plainte à nouveau et le 28 juin 1979, la justice demande la résolution du conflit avant le 6 septembre sous peine d'une peine de 6 mois de prison à l'encontre de Dan O'Neill. Un accord a été trouvé mais O'Neill considère avoir gagné sans que l'on sache quoi.